# Паружевина
Паружевина је насеље у саставу Града Загреба. Налази се у четврти Сесвете. До територијалне реорганизације у Хрватској налазила се у саставу старе загребачке приградске општине Сесвете.

## Становништво
На попису становништва 2011. године, Паружевина је имала 632 становника.

## Попис1991.
На попису становништва 1991. године, насељено место Паружевина је имало 239 становника, следећег националног састава:
| Попис 1991.‍  | Попис 1991.‍  | Попис 1991.‍ | Попис 1991.‍ | Попис 1991.‍ |
| ------------ | ------------ | ----------- | ----------- | ----------- |
|              |              |             |             |             |
| Хрвати       | Хрвати       |             | 233         | 97,48%      |
| Срби         | Срби         |             | 2           | 0,83%       |
| неопредељени | неопредељени |             | 4           | 1,67%       |
| укупно: 239  |              |             |             |             |